# David Snyder
Pour les articles homonymes, voir Snyder.
David L. Snyder est un chef décorateur de télévision et de cinéma américain, né le 22 septembre 1944 à Buffalo, dans l'état de New York.

## Biographie
David Snyder s'intéresse très tôt au domaine cinématographique. Il effectue ses études au lycée technique. Ses débuts dans le métier sont marqués par différents travaux : concepteur architectural, concepteur de jouets, ou encore musicien.
Sa carrière prend un tournant avec la 50e cérémonie des Oscars (en 1978), pour laquelle il est nommé directeur artistique adjoint. Universal Pictures le nomme ensuite directeur artistique pour les films Buck Rogers au XXVe siècle et Battlestar Galactica, notamment.
En 1982, il est nommé pour l'Oscar des meilleurs décors pour son travail sur le film Blade Runner de Ridley Scott.
Il est marié à l'actrice Terry Finn (en) depuis le 1er août 1990.

## Filmographie
- 1980 : Le Temps du rock'n'roll (The Idolmaker), de Taylor Hackford